# What About Us
„What About Us” – singel The Saturdays wykonany wspólnie z Seanem Paulem oraz wydany w 2012 roku.

## Lista utworów
- Digital download promo (2013)[1]

1. „What About Us” – 3:40

## Notowania na listach przebojów
| Kraj/Region       | Lista (2013)                   | Najwyższa pozycja |
| ----------------- | ------------------------------ | ----------------- |
| Wielka Brytania   | Singles Top 100                | 1                 |
| Irlandia          | Top 50 Singles                 | 6                 |
| Nowa Zelandia     | Top 40 Singles                 | 27                |
| Niemcy            | Top 100 Singles                | 44                |
| Stany Zjednoczone | US Billboard Pop Digital Songs | 50                |
| Austria           | Singles Top 75                 | 57                |
| Kanada            | Canadian Hot 100               | 79                |